# Warden (Kent)
Warden is een civil parish in het bestuurlijke gebied Swale, in het Engelse graafschap Kent.